# Seeheim-Jugenheim
Seenheim-Jugenheim é uma cidade alemã localizada no distrito de Darmstadt-Dieburg,no estado de Hesse.Sua população é de aproximadamente 17.000 pessoas.